# Poterne des Quatre-Mares
La Poterne des Quatre-Mares est une porte fortifiée médiévale construite au XIIIe siècle dans l'enceinte gallo-romaine protégeant la ville de Sens, dans le département français de l'Yonne. 

## Histoire
Elle a été classée au titre des monuments historiques par arrêté du 19 juillet 1905, la tour gallo-romaine attenante ayant été classée par liste de 1889 et par décret du 1er mars 1912.